# Morgan Hill (Kalifornia)
Morgan Hill város az USA Kalifornia államában, Santa Clara megyében. Lakosainak száma 45 483 fő (2020. április 1.).

## Népesség
A település népességének változása:

| 2010 | 37 882 |
| 2020 | 45 483 |